# Fallen (Burzum)
Fallen è l'ottavo album della one man band norvegese Burzum, pubblicato il 7 marzo 2011.

## Il disco
L'artista è ritornato a tonalità simili a quelle dei primi album, anche se la pratica, caratteristica del black metal, dello scream, è caratterizzata da una voce più roca, che dona all'album melodie tipiche del genere ambient. Il ritmo ossessivo della batteria e della chitarra (tutte opera di Varg Vikernes) rimandano al black metal degli anni '90, prima del lungo periodo di prigionia del musicista norvegese.

### Descrizione
Secondo lo stesso Varg Vikernes: «Musicalmente Fallen è una sorta di incrocio tra Belus e qualcosa di nuovo, più ispirato all'album di debutto e a Det som engang var che a Hvis lyset tar oss o Filosofem. Le sonorità sono maggiormente dinamiche – abbiamo masterizzato l'album come fosse un disco di musica classica – e io ero in vena più sperimentale rispetto a Belus sotto tutti gli aspetti. Liricalmente è simile al primo album, in una maniera che è più personale e focalizzata su temi esistenziali, ma comunque anche il sottotesto mitologico di Belus è presente. Ho inserito anche qualche traccia ambient – una breve introduzione e una conclusione più lunga». Vikernes continua sullo sviluppo stilistico del predecessore Belus, tuttavia l'album sembra un ritorno al Black metal degli inizi, con "una profonda influenza da parte degli album di Burzum degli anni novanta", anche se la musica è più melodica e meno monotona, e la voce più varia rispetto ai precedenti album.
Cosmo Lee di Invisible Oranges afferma che i testi dei brani sull'album sono molto legati alla morte; la sua domanda a Vikernes se la mortalità è attualmente un argomento importante per lui è stata negata dall'autore; Vikernes rispose a Lee che il concetto di morte in Fallen è anche una rinascita, un circolo eterno. Non esistono un inizio e una fine definiti nella "visione del mondo europea", come invece esistono nel "giudaico-cristianesimo", ad esempio con concetti come il Giardino dell'Eden e il Giudizio Universale, e nessun tabù sulla morte.
Vikingsgaard di Bleeding for Metal ritiene che sebbene "i testi in norvegese abbiano uno stile politicamente scorretto"; Vikernes canti "ferventemente di fantasie trascendentali sulla mitologia norrena", come avrebbero potuto fare gli Amon Amarth, senza intenti politici. Chiunque associ "qualsiasi ambizione politica" all'album è, a suo dire, "un idiota e dovrebbe pensare e informarsi molto bene prima di parlare di questo argomento". Tuttavia, una delle tracce si intitola Enhver Til Sitt ("a ciascuno il suo") , che era il motto presente sul cancello d'ingresso del campo di concentramento di Buchenwald. Inoltre, il testo di Budstikken gioca con i versi: «Hirden heil. Fremmad per vårt blod og all vår jord.» ("Pastore che guarisce. Avanti con il nostro sangue e tutta la nostra terra".) sull'ideologia del sangue e della terra d'appartenenza e con il termine "ørkenguden" sulla rappresentazione dell'ebraismo e del cristianesimo come "religioni aliene provenienti dal deserto". Alla domanda di Cosmo Lee sul nemico a cui si riferisce la canzone, Vikernes rispose: «Le sanguisughe del genere umano che stanno trasformando la nostra specie in schiavi e feccia subumana». Questo è un chiaro riferimento alla teoria della cospirazione, secondo la quale "il giudaismo internazionale" vuole schiavizzare gli ariani. Lo stesso Vikernes disse a MetalSucks di essersi censurato per non apparire troppo politicamente scorretto, dato che non c'è vera libertà di parola da nessuna parte. Se Budstikken è un grido di battaglia, le altre canzoni trattano temi più personali. Liricamente, l'album è una versione più personale e focalizzata su temi esistenziali di Belus.

### Registrazione
Fallen venne inciso e mixato in due settimane presso i Grieghallen Studios di Bergen, impiegando un basso elettrico Spector con un amplificatore VOX AC50 del 1965, una batteria Ludwig del 1975, un microfono Neumann M149 e microfoni stereo Schoeps CMTS 501 U per le voci, e una chitarra Peavey 23 collegata ad amplificatore Peavey 6505 (da 120 Watt).

### Copertina
L'immagine di copertina è presa dal dipinto Elegia (1899) del pittore francese William-Adolphe Bouguereau.

## Accoglienza
| Recensione         | Giudizio |
| ------------------ | -------- |
| About.com          | [ 4 ]    |
| AllMusic           | [ 5 ]    |
| The Boston Phoenix | [ 6 ]    |
| Sputnikmusic       | [ 7 ]    |

Sul sito web About.com il critico Dave Schalek scrisse: "Sebbene Fallen sia duro, la cattiveria del classico Burzum precedente all'incarcerazione di Vikernes è assente". Inoltre Schalek concluse dicendo che il disco "è probabilmente più da intendersi come un progetto laterale di Burzum, e non molto di più". Eduardo Rivadavia di AllMusic ritiene che l'album non sia eccezionale e concluse la recensione "augurandosi che Varg dedicasse un po' più di tempo al prossimo album di Burzum". Janssen McCormick del The Boston Phoenix descrisse l'album "un altro affascinante album di Burzum, ma molto più maturo, rispetto alle uscite pre-incarcerazione di Vikernes". Sputnikmusic.com definì il disco "Black metal di mezz'età".

## Tracce

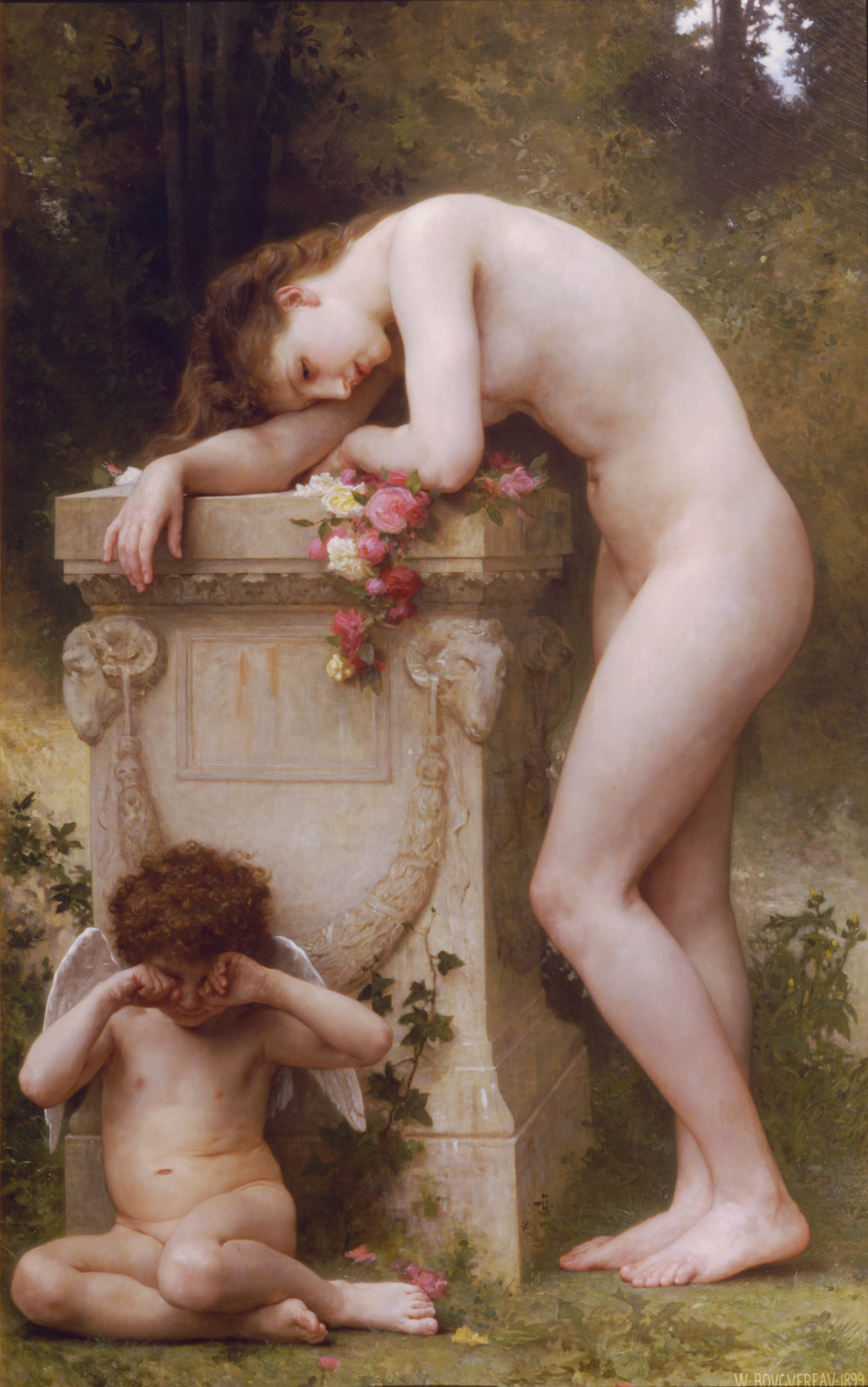
Elegia (1899), opera di William-Adolphe Bouguereau

1. Fraverdenstreet – 1:03
2. Jeg Faller – 7:50
3. Valen – 9:21
4. Vanvidd – 7:05
5. Enhver Til Sitt – 6:16
6. Budstikken – 10:09
7. Til Hel Og Tilbake Igjen – 5:57

## Formazione
- Varg Vikernes - tutti gli strumenti